# Lombergshjulet

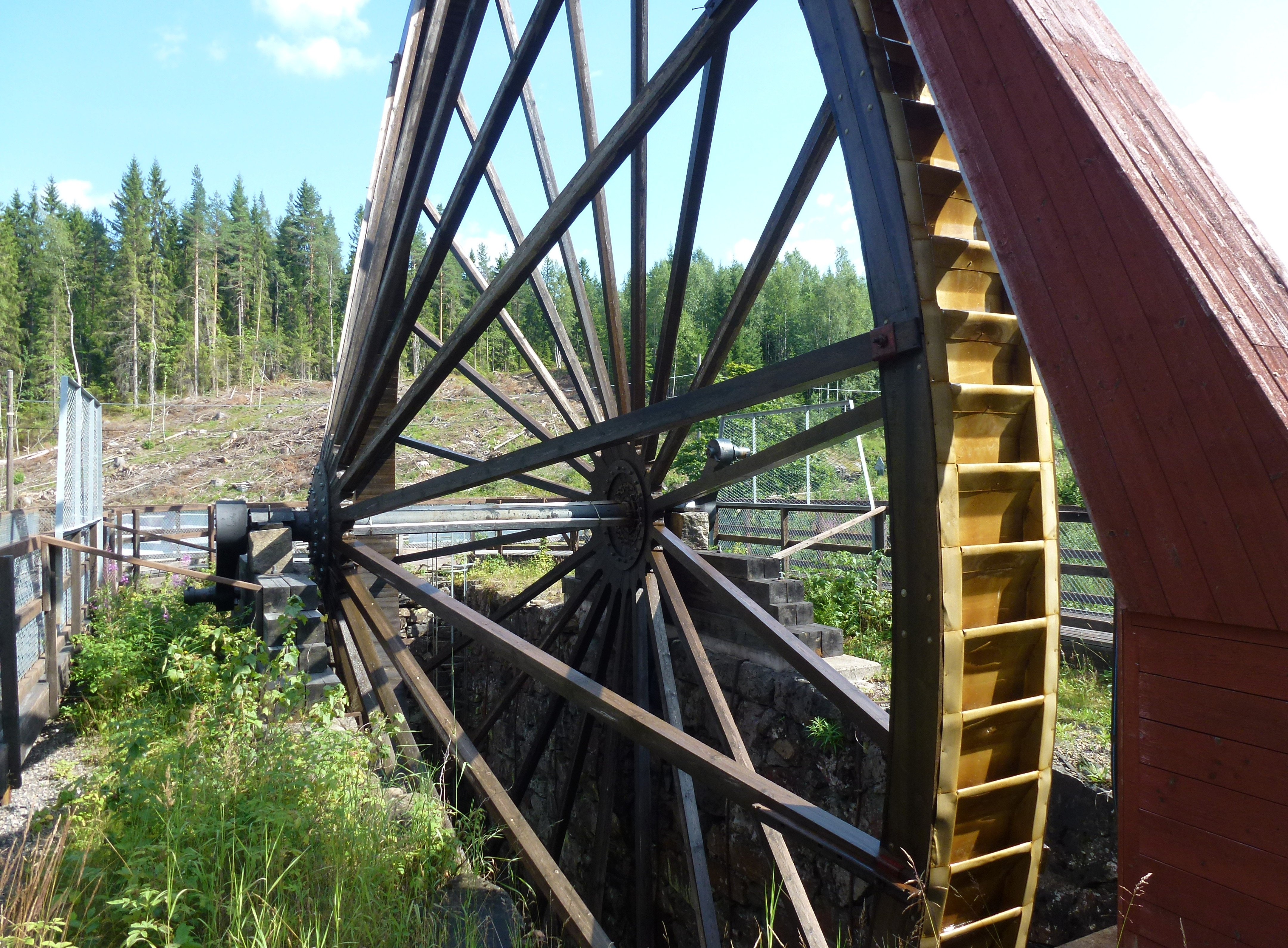
Lombergshjulet, juli 2014.

Lombergshjulet är ett rekonstruerat Polhemshjul som står vid södra infarten till Grängesberg i Ludvika kommun. Lombergshjulet var i drift från 1822 till början av 1900-talet och brann ner 1934. År 2002 återinvigdes en kopia av Lombergshjulet på sin ursprungliga plats.

## Historik

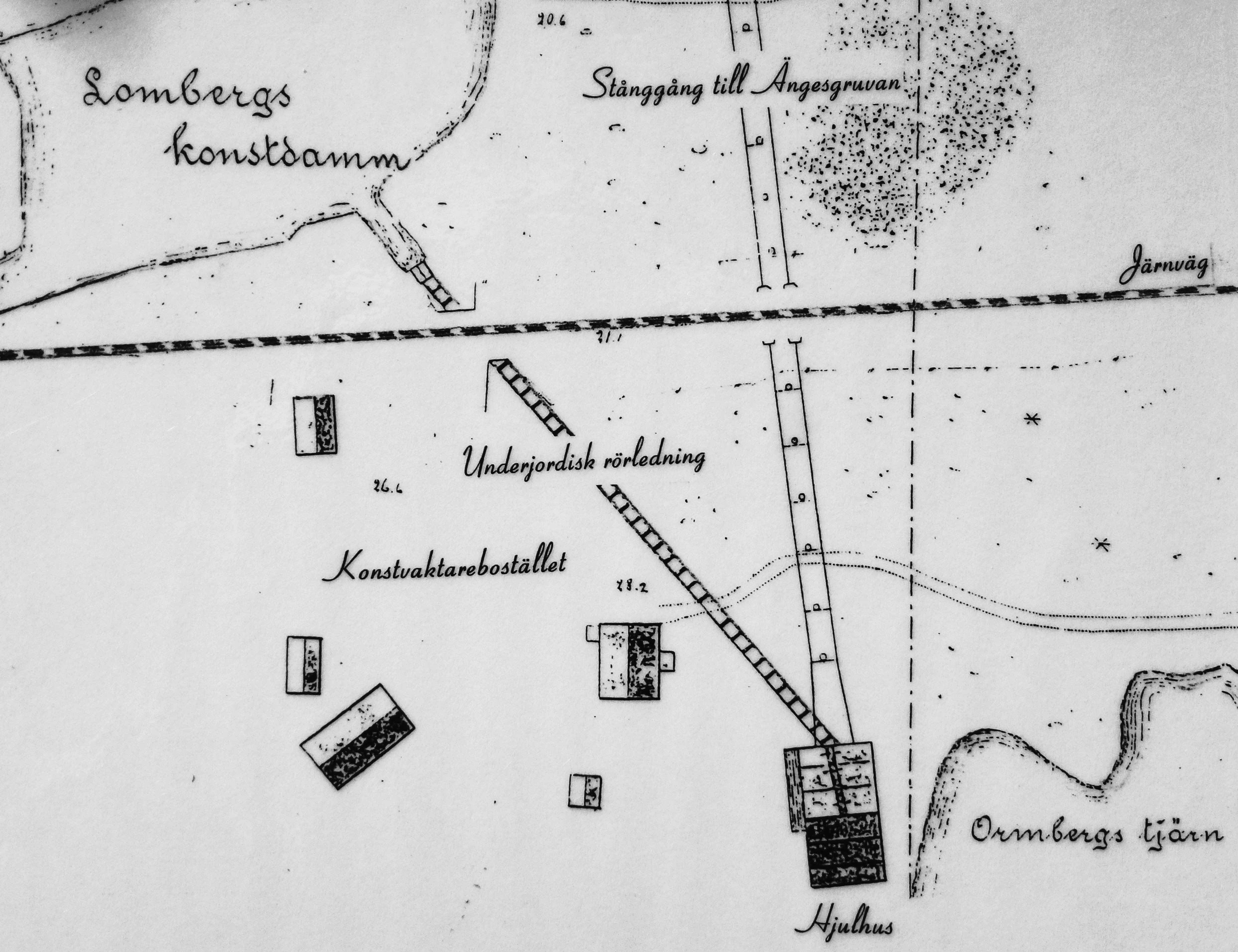
Lombergshjulet och konstvaktmästarbostället.

Det första konsthjulet i Lomberget uppfördes mellan 1788 och 1789. Nuvarande Lombergshjulet stod ursprungligen i en skyddande byggnad och invigdes efter en ombyggnad år 1822. Hjulet har 20 träekrar och en diameter av 15,2 meter. Gånghastigheten är  tio varv i minuten.  Det drev en cirka fyra kilometer lång dubbel konstgång som överförde hjulets kraft till att driva pumpar i Lombergets-  och Risbergsfältet vid Grängesbergs gruvor.  Runt 1850 fanns ytterligare sex sådana hjul i trakten. Ett konsthjul med sina stånggångar krävde ständigt skötsel och ett haveri kunde få ödesdigra följder. Därför fanns direkt intill Lombergshjulet ett konstvaktmästarboställe. 
Lombergshjulet är ett så kallat överfallshjul vilket innebär att vattnet påförs ovanifrån. Fördelen är att detta system kräver lite vatten, men en stor höjdskillnad som åstadkoms genom hjulets stora diameter. Vattnet till Lombergshjulet togs från Lombergs konstdamm och leddes  via ett nedgrävt rör fram till hjulets högsta punkt. Rörledningen var 90 meter lång och hade en diameter av 0,5 meter. Ledningen transporterade upp till 1 kubikmeter vatten per sekund. Den mäktiga hjulaxeln har en längd av 4,5 meter och en diameter av 0,3 meter. Hjulaxelns vevarmar är 1,8 meter långa. Hjulgraven är åtta meter djup, fyra meter bred och byggd i bearbetad gråsten.
Hjulet var igång vid några tillfällen i början av 1900-talet, tills elektriciteten drev pumpar och belysning vid gruvorna. Midsommar 1934 brann hjulhuset och hjulet, endast den smidda axeln och hjulgraven blev kvar.
Nuvarande hjul återinvigdes år 2002 på sin ursprungliga plats vid riksväg 50 och med det gamla som förebild. Hjulhuset återuppfördes dock inte. Numera drivs Lombergshjulet av vatten från en mindre vattenslang under sommarmånaderna. Den lilla vattenmängden räcker för att låta hjulet snurra i sakta mak, någon stånggång är inte längre kopplade till hjulet.

## Bilder

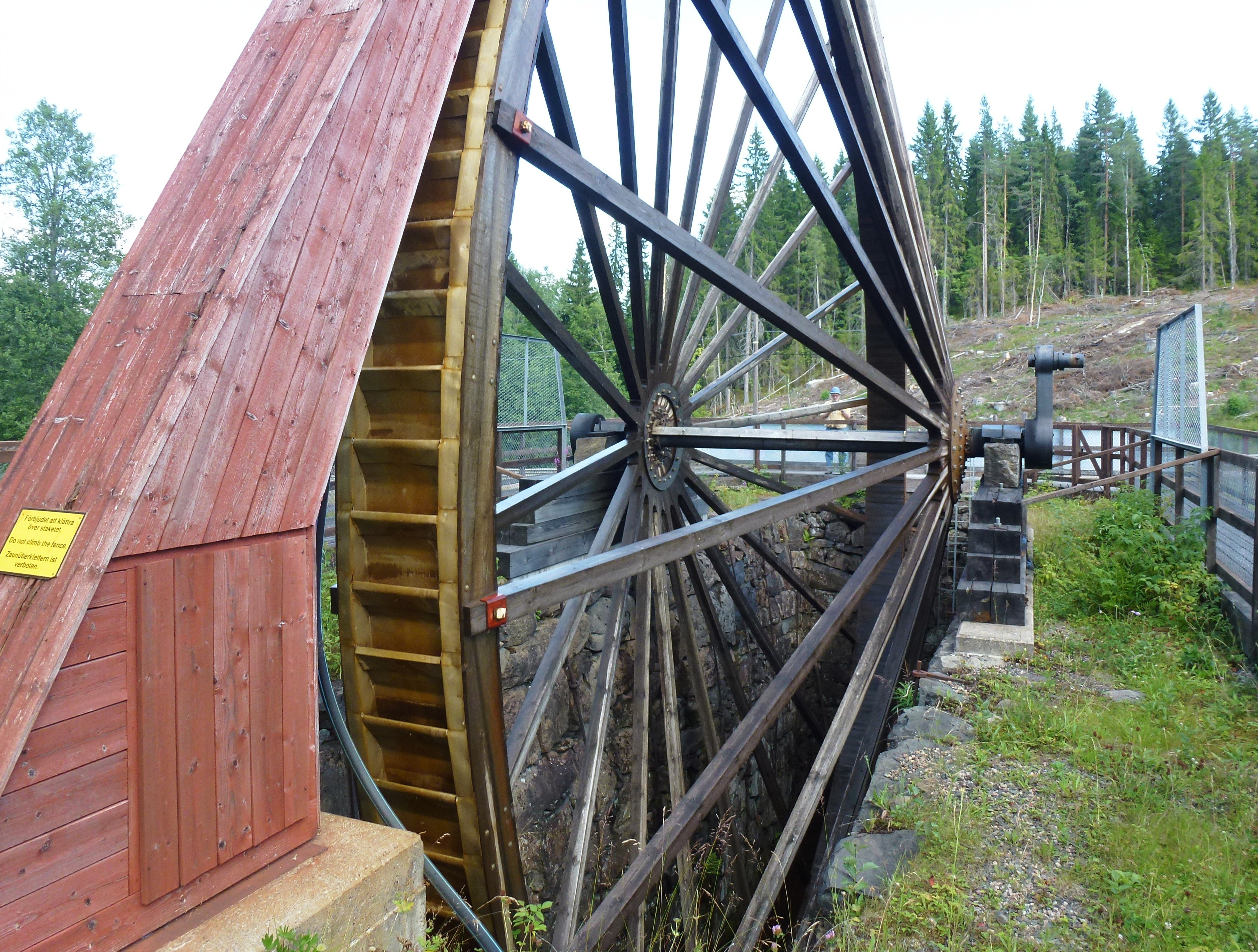
Lombergshjulet
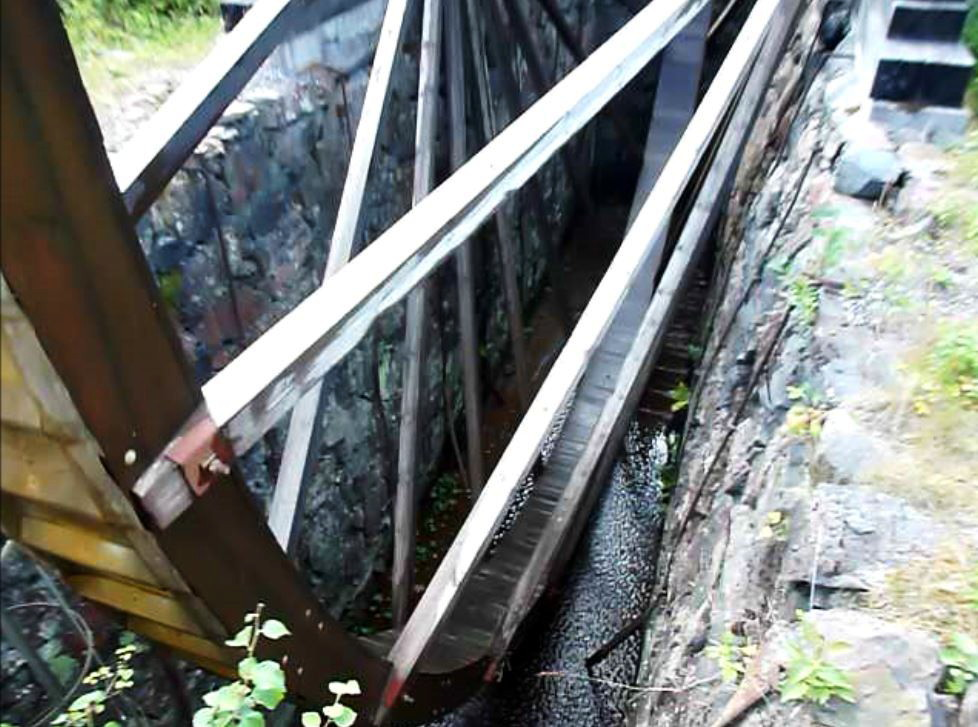
Hjulgraven
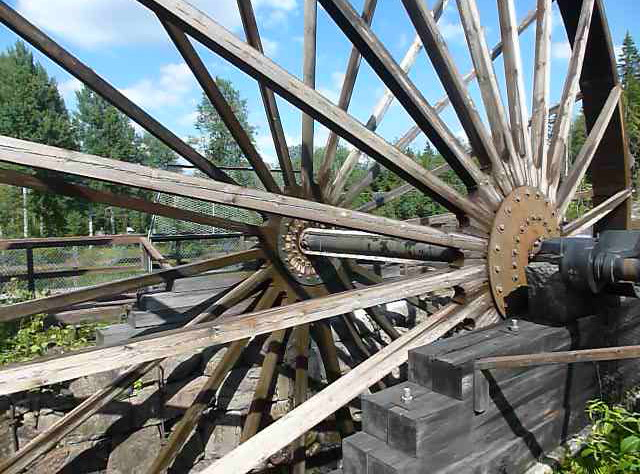
Hjulets ekrar
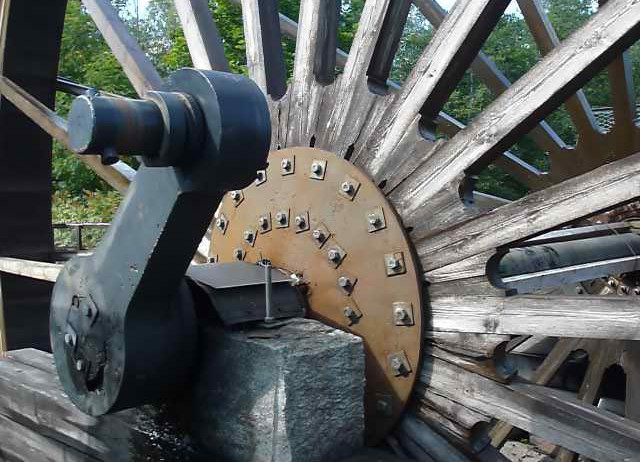
Vevarmen
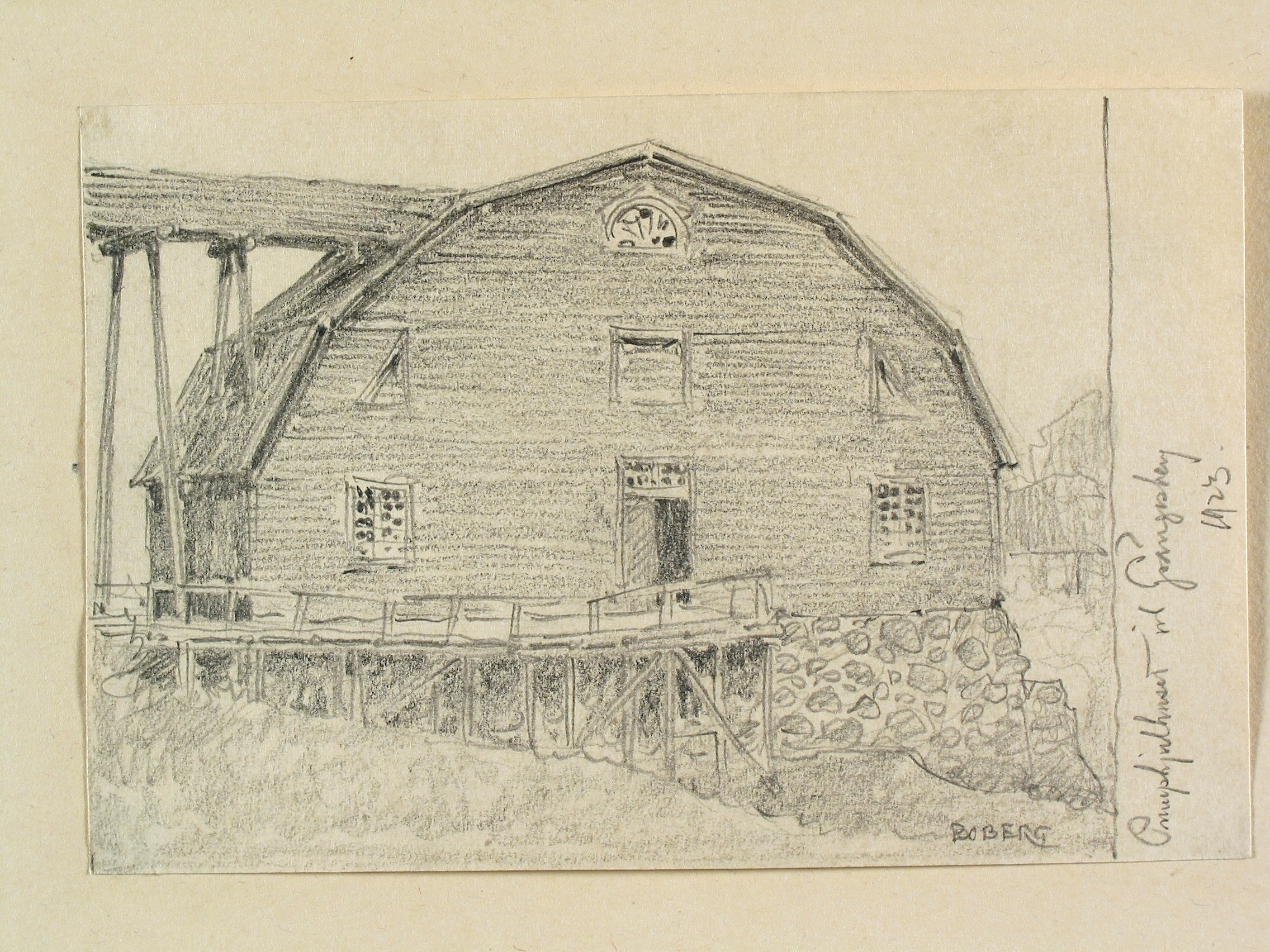
Pumphjulhuset, tecknat av Ferdinand Boberg 1923